# L'Histoire du petit Muck
Pour plus de détails, voir Fiche technique et Distribution.
L'Histoire du petit Muck (Die Geschichte vom kleinen Muck) est un film est-allemand réalisé par Wolfgang Staudte et sorti en 1953. Il s'agit d'une adaptation du conte du même nom écrit par l'écrivain poète Wilhelm Hauff et publié en 1826.
Il réunit 12 998 352 spectateurs dans les salles et se hisse à la 1re place du box-office de la RDA.

## Synopsis
Un vieux bossu dans un village d'Orient raconte son incroyable histoire à des enfants qui le martyrisent.

## Fiche technique
- Titre original : Die Geschichte vom kleinen Muck
- Titre français : L'Histoire du petit Muck ou Le Trésor du petit Muck[3]
- Réalisateur : Wolfgang Staudte
- Scénaristes : Peter Podehl (de), Wolfgang Staudte
- Producteur : Willi Teichmann (de)
- Monteuse : Ruth Schreiber
- Directeur de la photographie : Robert Baberske (de)
- Compositeur : Ernst Roters (de)
- Société de production : Deutsche Film AG
- Pays de production :  Allemagne de l'Est
- Langue de tournage : allemand
- Format : Couleur Orwo - 1,37:1 - Son mono - 35 mm
- Durée : 100 minutes (1h40)
- Genre : Conte merveilleux
- Dates de sortie :
  - Allemagne de l'Est : 23 décembre 1953 (en salles)
  - Allemagne de l'Ouest : 29 janvier 1954 (télévision)
  - Union soviétique : 15 octobre 1954 (en salles)
  - France : 2 mars 2021 (DVD)

## Distribution
- Thomas Schmidt (de) : le petit Muck
- Johannes Maus (de) : Muck âgé
- Friedrich Richter (de) : Mukrah
- Trude Hesterberg : Ahavzi
- Alwin Lippisch : le Sultan
- Silja Lésny (de) : la princesse Amarza
- Heinz Kammer (de) : le prince Bajazid
- Gerhard Hänsel : le prince Hassan
- Wilhelm Heinrich Holtz : Suprême Ramudschin
- Richard Nagy : Grand Ramudschin
- Gerhard Frickhöffer : Petit Ramudschin
- Werner Peters : Ramudschin inférieur
- Charles Hans Vogt (de) : le mage
- Harry Riebauer : Murad
- Ursula Kempert : l'esclave
- Friedrich Gnaß : le gardien de la ville
- Wolf von Beneckendorff (de) : le maître d'école
- Johannes Rhein : Mustafa

## Exploitation
Le film est sorti en France en VHS dans les années 90 et plus récemment en DVD Blu-Ray chez Artus Film le 2 mars 2021.